# جيمس تريفيل
جيمس تريفيل (بالإنجليزية: James Trefil)‏ (و. 1938 – م) هو فيزيائي، وكاتب عمومي، وأستاذ جامعي من الولايات المتحدة الأمريكية . ولد في شيكاغو.

## التعليم
تعلم في جامعة ستانفورد

## مناصب وهيئات
أدار جامعة جورج ماسون.